# Lori Endicott
Lori Ann Endicott (Kansas City, 1 de agosto de 1967) é uma ex-jogadora de voleibol dos Estados Unidos que competiu nos Jogos Olímpicos de 1992 e 1996.
Em 1992, ela fez parte da equipe americana que conquistou a medalha de bronze no torneio olímpico, no qual atuou em seis partidas. Quatro anos depois, ela jogou em oito confrontos e finalizou na sétima colocação com o conjunto americano no campeonato olímpico de 1996.